# Razavi-Khorasan
Razavi-Khorasan (Perzisch: استان خراسان رضوی; Ostān-e Khorasan-e-Razavi) is een van de 31 provincies van Iran. De provincie is gelegen in het noordoosten van het land en de hoofdstad van deze provincie is Mashhad.
Andere steden zijn:
- Ghouchan
- Dargaz
- Chenaran
- Sarakhs
- Fariman
- Torbat-e Jam
- Taybad
- Khaf
- Rashtkhar
- Kashmar
- Bardaskan
- Nisjapoer
- Sabzevar
- Gonabad
- Kalat
- Khalil Abad

Alborz · Ardebil · Oost-Azerbeidzjan · West-Azerbeidzjan · Bushehr · Chahar Mahaal en Bakhtiari · Fars · Gilan · Golestan · Hamadan · Hormozgan · Ilam · Isfahan · Kerman · Kermanshah · Noord-Khorasan · Razavi-Khorasan · Zuid-Khorasan · Khoezistan · Kohgiluyeh en Boyer Ahmad · Kordestan · Lorestan · Markazi · Mazandaran · Qazvin · Qom · Semnan · Sistan en Beloetsjistan · Teheran · Yazd · Zanjan